# Ардельян Людмила Миколаївна
Людмила Миколаївна Ардельян (нар. 18 січня 1964, Київ) — українська акторка театру та кіно, акторка та режисерка дубляжу, телеведуча. Заслужена артистка України (2015).

## Біографія
Народилася 18 січня 1964 року у Києві.
В юності танцювала у ансамблі імені Павла Вірського.
У 1990 році закінчила Київський національний університет театру, кіно і телебачення імені Івана Карпенка-Карого (спеціальність «актриса театру та кіно»). Художня керівниця Валентина Зимня.
З 1995 року займається дубляжем та озвученням українською та російською мовами. З 2020 до 2022 рік — ведуча телеканалу «Kyiv.live».

## Дипломні вистави
- «На перші гулі», С. Васильченка (роль Оленки)
- «Чотири краплі», В. Розов
- «Заступниця», (роль Лариси)
- «Електра», Ж. Ануй (роль Електри)
- «Пропозиція», А. Чехов (роль Наталії Степанівни)
- «Купальські бувалиці», Б. Жолдак (роль Наталки)

## Вистави в українських театрах
- Київський академічний театр «Колесо»: «Шантрапа», П. Саксаганський; «Генерали у спідницях», Жан Ануй; «Ліка», А. Зурабов
- «Київська академічна майстерня театрального мистецтва «Сузір'я»»: «Пастка», Р. Тома
- «Золоті Ворота»: «Байки Глібова», В. Пацунов
- Сумський обласний академічний театр драми та музичної комедії імені М. С. Щепкіна: «Витівки Скапена», Ж. Мольєр; «Сорочинський ярмарок», Л. Юхвид, М. Авах; «Солдатська вдова» Н. Анкилов, «Кажан», М.Вольпин, Н.Ердман; «Вожак», З. Станку

## Фільмографія
- «Острів любові» (1995)
- «Пристрасть» (1997)
- «Рідні люди» (2008)
- «В Париж» (2009)
- «Потяг милосердя» (2010)
- «Сусіди» (2010)
- «Єфросинья» (2010—2013)
- «Костоправ» (2011)
- «Танець мого кохання» (2011)
- «Таксі» (2011—2013)
- «Джамайка» (2012)
- «Лекції для домогосподарок» (2012)
- «Порох та дріб» (2012)
- «Кузня зірок 3» (2012)
- «Сашка» (2013—2014)
- «Цілунок!» (2013)
- «Брат за брата-3» (2014)
- «Вітер в обличчя» (2014)
- «Пограбування по-жіночому» (2014)
- «Перелітні птахи» (2014)
- «Швидка допомога» (2014)
- «Реальна містика» (2015—2021)
- «Слуга народу» (2015)
- «Громадянин Ніхто» (2016)
- «Заміж після всіх» (2016)
- «На лінії життя» (2016)
- «Лист надії» (2016)
- «Поганий хороший коп» (2016)
- «Вікно життя» (2016)
- «Запитайте у осені» (2016)
- «Центральна лікарня» (2016)
- «25-та година» (2016)
- «Спокуса» (2016)
- «Список бажань» (2017)
- «Що робить твоя дружина?» (2017)
- «Одружити не можна помилувати» (2017)
- «Специ» (2017)
- «Лікар Ковальчук» (2017—2018)
- «Дівчинки мої» (2018)
- «Вперше пробачається» (2018)
- «Інша» (2019)
- «Зустріч однокласників» (2019)
- «Стань моєю тінню» (2020)
- «Наша лікарка» (2020)
- «Два серця» (2020)
- «Звонар-2» (2020)
- «Пес» (2020)
- «Тут і тепер» (2023)

## Озвучення реклами
- Maxfactor
- Живчик
- Квас Львівський
- Тантум-Верде
- Активіа
- Рідна Роса
- Karcher
- Mr. Proper
- Йодомарин
- Агуша
- Бесіда
- Реліф
- Vanish
- Aquafresh
- Cillit Bang
- Air Wick
- Brit

## Державні нагороди
- Заслужена артистка України (27 червня 2015) — за значний особистий внесок у державне будівництво, соціально-економічний, науково-технічний, культурно-освітній розвиток України, вагомі трудові здобутки та високий професіоналізм[3]